# Aimo Lahti

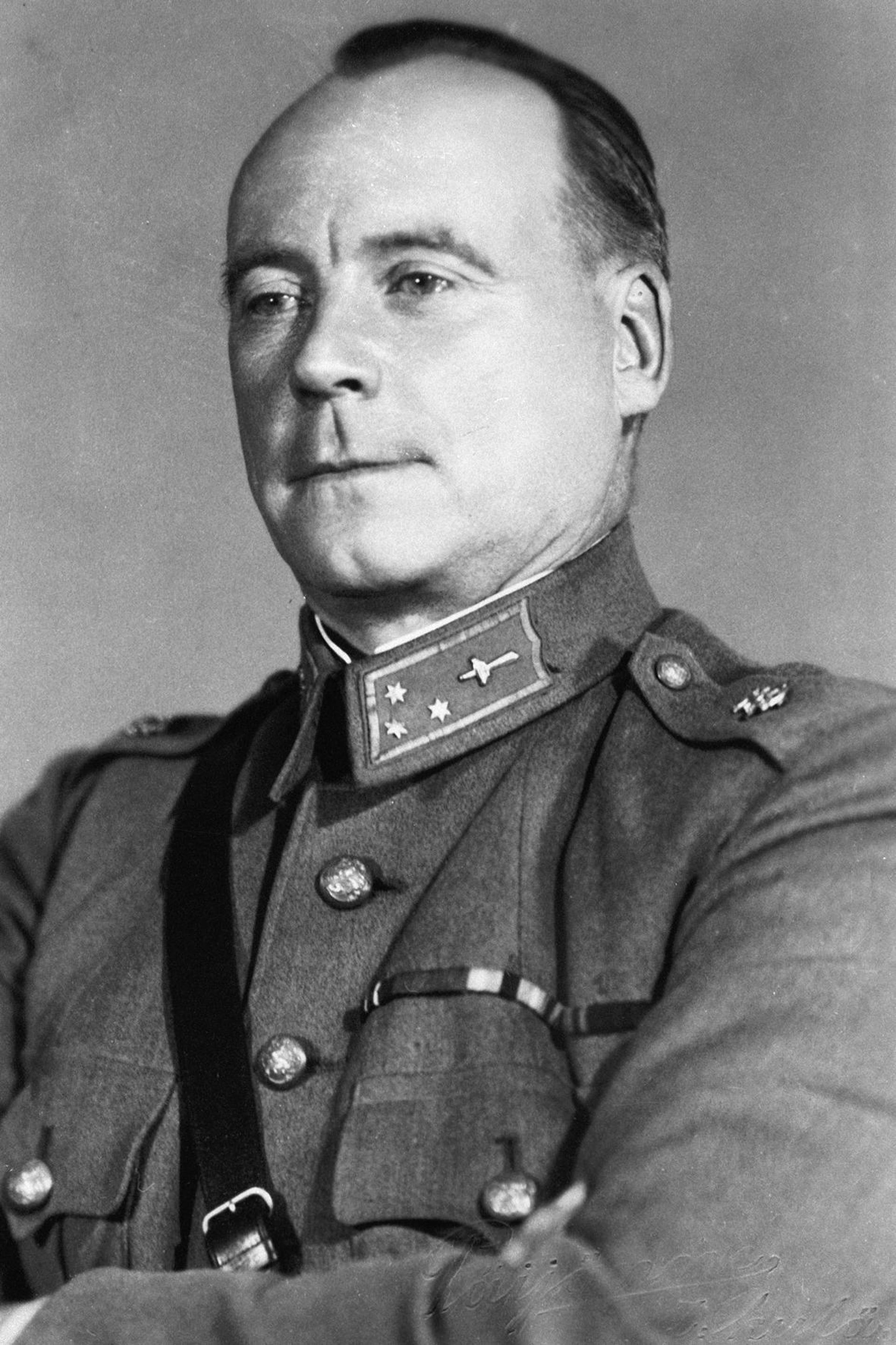
Aimo Lahti 1940.

Aimo Johannes Lahti, född 28 april 1896 i Viiala, död 9 april 1970 i Jyväskylä, var en finländsk militär och vapenkonstruktör. Han konstruerade ett 50-tal vapen. Bland de mest kända är kulsprutepistolen Suomi-KP/-31, kulsprutegeväret Lahti-Saloranta M/26, Lahti L-35-pistolen och pansargeväret Lahti L-39. Han konstruerade även maskingeväret 7,62 ITKK 31 VKT och kanonen 20 ITK 40 VKT.